# Pelourinho de Zebreira
O Pelourinho de Zebreira localiza-se no Largo da Praça, fronteiro à antiga Casa da Câmara, na Zebreira, na atual freguesia de Zebreira e Segura, no município de Idanha-a-Nova, distrito de Castelo Branco, em Portugal.
Encontra-se classificado como Imóvel de Interesse Público desde 1933.
Foi erguido em 1686, seis anos depois da elevação da povoação à categoria de vila. Ergue-se sobre um soco quadrangular de quatro degraus. A coluna oitavada assenta num plinto com a mesma configuração, com a secção superior fuselada. Sobre o capitel dispõe-se um bloco paralelepípedo que apresenta em duas das faces as armas dos condes de Vila Flor, donatários da vila, e, nas restantes, um quadrifólio e uma esfera armilar. Sobre o remate piramidal, ornado por meias esferas, eleva-se um cata-vento com bandeirola.